# Tandúr

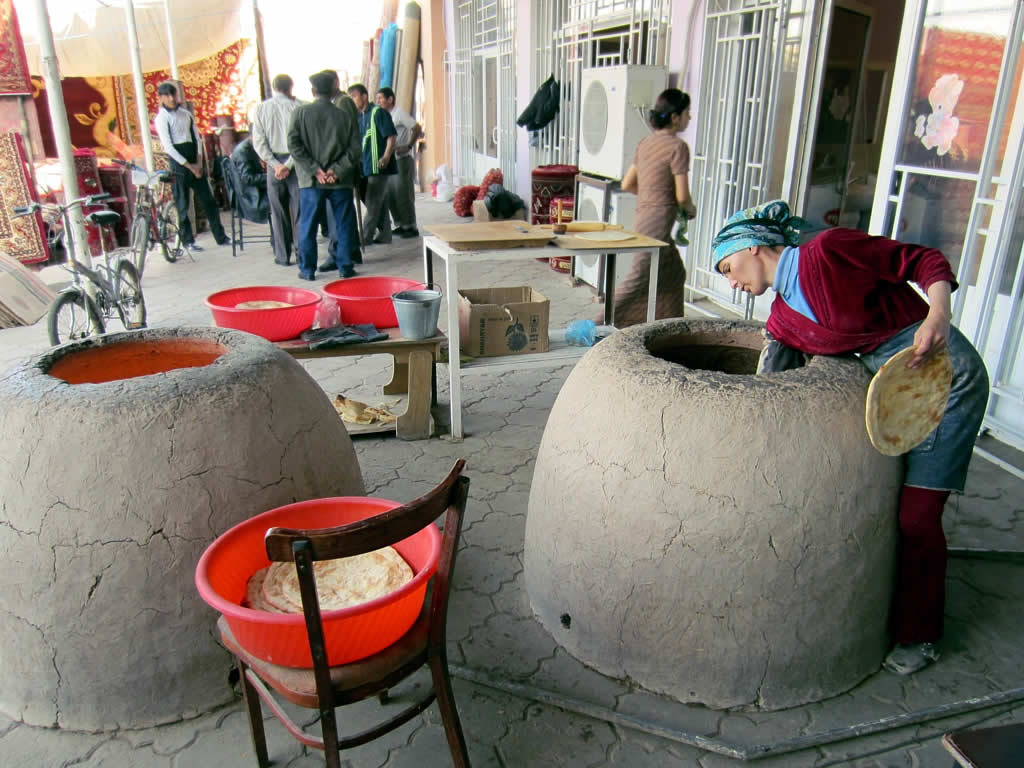
Pečení chlebových placek v tandúrech v Turkmenistánu

Tandúr (sanskrt: कन्दु kandu, arabsky تنور‎, persky تنور‎, turecky tandır, urdsky تندور‎, arménsky Թոնիր, ázerbájdžánsky təndir, hindsky तन्दूर, bengálsky তন্দূর, gruzínsky თონე, paňdžábsky ਤੰਦੂਰ, ujgursky تونۇر/tonur‎, čínsky 馕坑) je hliněná nebo kovová pec, která mívá podobu válce asi metr vysokého, postaveného na základně a zapuštěného do země. Je určená k vaření a pečení.
Na dně se topí uhlím nebo ještě lépe dřevěným uhlím, nad ním se dá péci maso na jehle. Na stěnách tandúru se pečou placky, na míse, jež zakrývá horní otvor, se připravují omáčky nebo se zde udržují placky v teplém stavu.
Tandúr se používá především v jižní, střední a západní Asii, a dále také na Kavkaze.

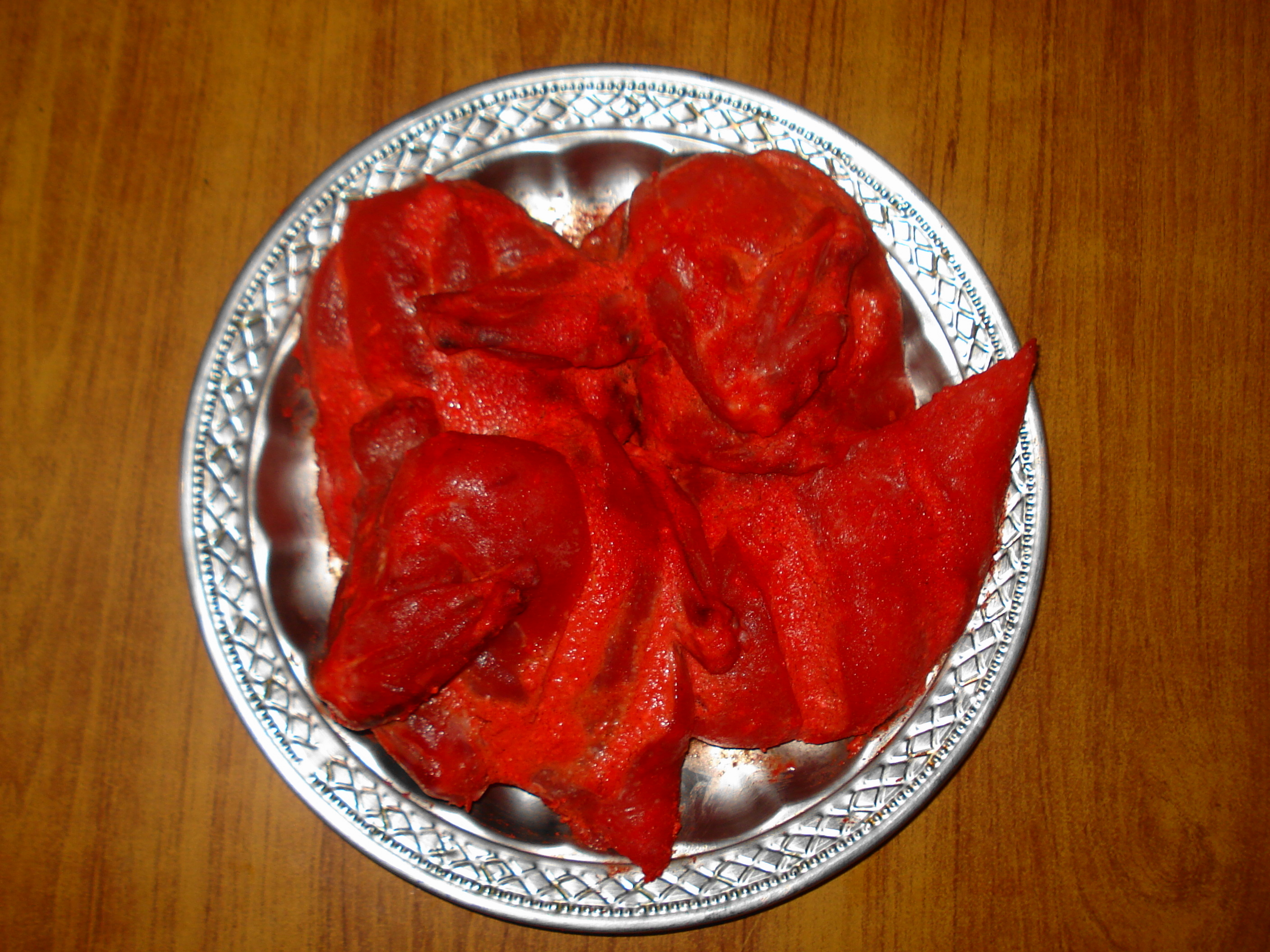
Tandoori: namarinované kuře

## Kuře Tandoori
Kuře tandoori je chutný pokrm indické kuchyně původem z regionu Paňdžáb, který se nachází na území dnešní Indie a Pákistánu. Kuře je nejprve naloženo v jogurtové marinádě, jejíž součástí je garam masála, česnek, zázvor, římský kmín, kajenský pepř, případně další koření. Papričky dodávají pokrmu charakteristickou červenou barvu, u méně pálivých receptů se můžeme setkat s tmavě žlutou barvou, kterou způsobuje použití kurkumy. Pokrm může být připraven v tradiční peci tandúr, často též na tradičním grilu.